# Библюк Нестор Іванович

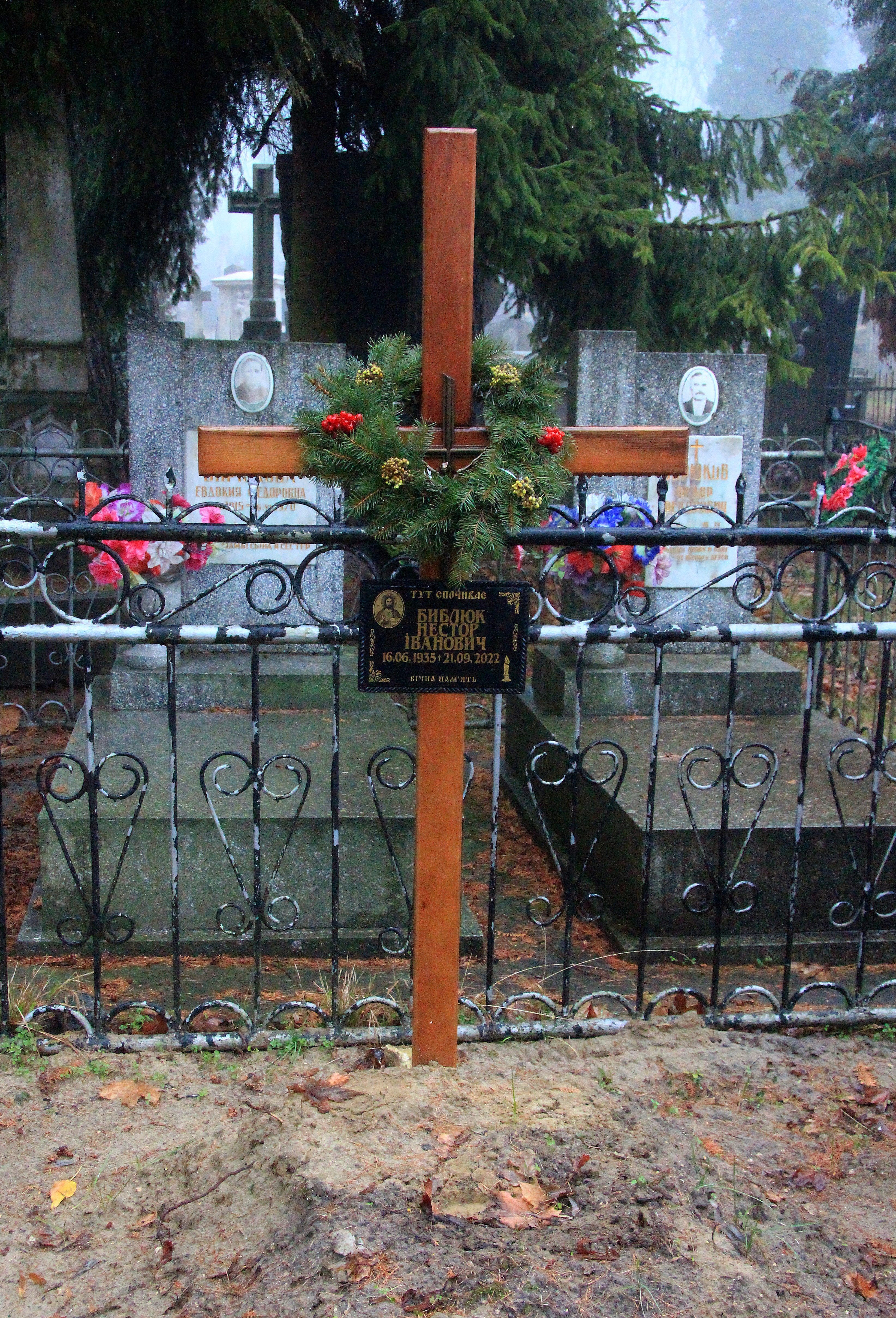

Нестор Іванович Библю́к (16 червня 1935, Косів, сучасна Івано-Франківська обл. — 21 вересня 2022, м. Львів) — український учений-лісівник. Доктор технічних наук (1993), професор (1995), завідувач кафедри лісових машин і гідравліки Національного лісотехнічного університету України. Нагороджений почесними грамотами Міністерства освіти та науки України, Державного комітету лісового господарства України, Кабінету Міністрів України, знаком «Відмінник освіти України» (1995).

## Життєпис
Народився 16 червня 1935 року в м. Косові. У 1957 р. закінчив Львівський лісотехнічний інститут (тепер — НЛТУ України) за спеціальністю «Лісоінженерна справа», кваліфікація — «Інженер-технолог».
У 1993 р. йому присвоїли вчений ступінь доктора технічних наук за спеціальністю 05.21.01 — технологія і машини лісового господарства та лісозаготівлі. Вчене звання професора присвоєно у 1995 році.
Библюк Н. І. протягом 1957—1958 рр. працював майстром лісозаготівлі у Надвірнянському ліспромгоспі тресту «Станіславліспром», у 1958—1961 рр. — старшим інженером у нормативно-дослідній групі Міністерства лісового господарства, лісової та деревообробної промисловості Станіславського раднаргоспу. З 1961 по 1993 роки — аспірант, асистент, старший викладач, доцент кафедри сухопутного і водного транспорту лісу Львівського лісотехнічного інституту. З 1994 по 2005 роки очолював кафедру лісових машин і доріг в Українському державному лісотехнічному університеті (тепер — НЛТУ України, м. Львів). З 2006 року — завідувач кафедри лісових машин і гідравліки Національного лісотехнічного університету України.
Підготовку фахівців здійснював за напрямом «Інженерна механіка», спеціальність «Обладнання лісового комплексу» та за напрямом «Лісозаготівля», спеціальність «Лісоінженерна справа». Викладає такі навчальні дисципліни за кваліфікаційними рівнями: бакалавр — «Автомобілі і трактори», спеціаліст — «Теорія, конструкція і розрахунок лісотранспортних засобів», магістр — «Моделювання процесів руху лісотранспортних засобів». Науково-педагогічний стаж професора Библюка Н. І. становив 48 років.
Помер у Львові, похований на полі № 14 Личаківського цвинтаря.

## Наукові праці
Основні напрямки наукових досліджень ученого — «Теорія лісотранспортних машин», «Екологічні технології лісотранспорту», «Історичні особливості лісотранспорту в Карпатах».
За роки своєї професійної діяльності професор Библюк Н. І. видав значну кількість наукової, науково-популярної та навчально-методичної літератури різними мовами. Серед них:
- Mikleš M., Janeček A., N.I. Bybljuk. Dynamika lesnych strojovych systemov a určovanie ich optimalnych parametrov. Učelova publikacia. — Vydala Technicka univerzita vo Zvolene 11/1998/A/ . — 76 s.
- Библюк Н. І. Лісотранспортні засоби: Теорія: Підручник. — Львів: Панорама, 2004. — 453 с.
- Библюк Н. И. Прикладная теория динамических процесов лесотранспортных машин: Уч. пособие. — К.: Вища шк., 1992. — 56 с.
- Библюк Н. І. Гірська лісозаготівля та екологічна безпека: Навч. посібник. — Львів: НЛТУ України, 2006. — 44 с.
- Библюк Н. І. Вузькоколійні лісовозні залізниці: рухомий склад, теорія руху, сторінки історії. — Львів: НЛТУ України, 2006. — 112 с.

Усього опубліковано понад 200 статей у наукових виданнях, 30 наукових рефератів та конспектів лекцій, видано 9 монографій, підручників та навчальних посібників для студентів ВНЗ.
Професор Библюк Н. І. здійснював керівництво аспірантурою та докторантурою з 1978 року. Під його керівництвом захищено 3 кандидатські дисертації.
Библюк Н. І. — був дійсним членом наукового товариства ім. Шевченка, головою комісії екотехнології НТШ і координаційної ради Косівського осередку «НТШ Гуцульщина», головою громадської наукової організації «Регіональне об'єднання дослідників Гуцульщини». Був членом двох спеціалізованих вчених рад із захисту дисертаційних робіт.

## Нагороди
- Нагороджений почесними грамотами Міністерства освіти та науки України, Державного комітету лісового господарства України, Кабінету Міністрів України, знаком «Відмінник освіти України» (1995 р.). 2005 р. технічний університет у м. Зволені (Словаччина) нагородив його пам'ятною медаллю. Про життєвий шлях та науковий доробок професора Библюка Н. І. опубліковано низку статей як в Україні, так і за її межами.
- Почесний громадянин м. Косова.